# Мале жене (филм из 1933)
Мале жене (енгл. Little Women) је амерички филм из 1933. године.

## Улоге
| Глумац            | Улога                     |
| ----------------- | ------------------------- |
| Кетрин Хепберн    | Џозефин "Џо" Марч         |
| Џоун Бенет        | Ејми Марч                 |
| Пол Лукас         | Професор Бајер            |
| Една Меј Оливер   | Тетка Марч                |
| Џејн Паркер       | Елизабет "Бет" Марч       |
| Френсис Ди        | Маргарет "Мег" Марч       |
| Хенри Стивенсон   | Господин Лоренс           |
| Даглас Монтгомери | Теодор "Лори"/Теди Лоренс |
| Џон Дејвис Лоџ    | Брук                      |
| Спринг Бајингтон  | Марми Марч                |
| Самуел Хајндс     | Господин Марч             |